# Francusko vino
Francusko vino se proizvodi širom Francuske, u količinama između 50 i 60 miliona hektolitara godišnje, ili 7-8 milijardi boca. Francuska je jedan od najvećih proizvođača vina u svetu, zajedno sa italijanskim, španskim i američkim regionima za proizvodnju vina. Francusko vino prati svoju istoriju od 6. veka pre nove ere, a mnogi regioni Francuske datiraju svoju istoriju proizvodnje vina u rimsko doba. Proizvedena vina variraju od skupih vina koja se prodaju na međunarodnom nivou do skromnih vina koja se obično vide samo u Francuskoj, kao što su vina Margnat iz posleratnog perioda.
Dva koncepta centralna za bolja francuska vina su pojam teruar, koji povezuje stil vina sa lokacijama na kojima se uzgaja grožđe i proizvodi vino, i sistem Kontrolisanе oznakе porekla (AOC), zamenjen sa sistemom Zaštićene oznake porekla (AOP) u 2012. Pravila o apelaciji blisko definišu koje sorte grožđa i prakse proizvodnje vina su odobrene za klasifikaciju u svaki od nekoliko stotina geografski definisanih naziva Francuske, koji mogu da pokrivaju regione, sela ili vinograde.
Francuska je izvor mnogih sorti grožđa (kao što su Kaberne sovinjon, Šardone, Pino noar, Sovinjon blan, Sira) koje se sada sade širom sveta, kao i prakse proizvodnje vina i stilova vina koji su usvojeni među drugim proizvođačkim zemljama. Iako su neki proizvođači poslednjih godina imali koristi od rasta cena i povećane potražnje za prestižnim vinima iz Burgundije i Bordoa, konkurencija vina iz Novog sveta doprinela je padu domaće i međunarodne potrošnje francuskog vina.

## Literatura
- Bespaloff, Alexis (1988). The New Frank Schoonmaker Encyclopedia of Wine. NY: Morrow.
- Brooks, Stephen. A Century of Wine. San Francisco, CA: Wine Appreciation Guild, 2000.
- Echikson, Tom (2004). Noble Rot. NY: Norton.
- Edwards, Verity and Bremner, Charles. French wine to split chips. Sunday Mail (Australia), 3 March 2006.
- Franson, Paul. Labels gone wild. Wine Enthusiast, 2006 (March), 19(3), 28–33.
- Greene, Joshua. Bordeaux 2005. Wine & Spirits, June 2006, 25(3), 24–26.
- McCarthy, Ed and Ewing-Mulligan, Mary. Wine for Dummies: A reference for the Rest of Us. Foster City, CA: IDG Books, 1995.
- Johnson, Hugh, and Robinson, Jancis. The World Atlas of Wine. London: Mitchell Beazley, 2000 (fifth edition).
- Kladstrup, Donald and Kladstrup, Petie (2001). Wine and War: The French, the Nazis, and the Battle for France's Greatest Treasure. NY: Broadway Books.
- Lichine, Alexis (1951). Wines of France. NY: Knopf.
- Sunday Mirror. US wine top tipple. Sunday Mirror, 8 October 2006.
- Taber, George M. Judgment of Paris: California vs. France and the Historic 1976 Paris Tasting that Revolutionized Wine. NY: Scribner, 2005.
- Wilson, James E. Terroir. Berkeley, CA: University of California Press, 1998.
- Zraly, Kevin (1987). Windows on the World Complete Wine Course. NY: Dell.